# کوه هینوکیداکا
هینوکیداکا ( 檜岳، Hinokidakka) در استان کاناگاوا (神奈川県) قرار دارد. ارتفاع این کوه ۱۱۶۶ متر است. کوه هینوکیداکا یکی از کوه‌های منطقه کوهستانی تانزاوا (丹沢山地)  محسوب می‌شود.  